# Adele Faccio
Adele Faccio, née le 13 novembre 1920 à Pontebba et morte le 8 février 2007 à Rome, est une militante et femme politique féministe  italienne, impliquée dans la légalisation de l'avortement.

## Biographie
Nièce de l'écrivaine Sibilla Aleramo, elle est diplômée en langues et philosophie à l'université de Gênes en 1943. Elle enseigne l'espagnol et rejoint les rangs de la résistance antifaciste.
Après la guerre, elle enseigne les langues pendant quinze ans à Gênes et à Barcelone, avant de travailler pour le groupe Mondadori.
Dans les années 60, elle traduit en italien La guerra per bande, La guerre de guerrilla de Che Guevara  (publié à Cuba en 1960) et des poèmes des auteurs catalans José Agustín Goytisolo,Salvador Espriu et Miquel Saperas.
Son engagement politique pour les droits des femmes commence au début des années 1970. En 1973, Elle est la fondatrice du centro d'informazione sulla sterilizzazione e sull'aborto. Elle rejoint le Parti radical
Le 26 janvier 1975, lors d'une manifestation politique organisée au Teatro Adriano de Rome, Adele Faccio - alors présidente du Parti radical - est arrêtée pour association de malfaiteurs car elle a déclaré publiquement qu'elle a volontairement interrompu une grossesse. L'avortement figure encore parmi les "crimes contre l'intégrité et la santé" au titre X du Code pénal de 1930 toujours en vigueur. Marco Pannella fait une grève de la faim pour sa libération. Elle passe 36 jours en prison.
À partir de 1976, Adele Faccio est députée pendant les VIIe, VIIIe et Xe législatures, dans les rangs du Parti radical. Son activisme  permet la promulgation au Parlement de la loi 194 du 22 mai 1978 autorisant l'interruption volontaire de grossesse.
En 1989, elle est l'une des fondatrices  et porte-parole de l'éphémère parti Verdi Arcobaleno (Les Verts Arc-en-ciel).

## Livres
- Il divorzio trappola nella trappola, La via feminile, Milan, 1971

- Il reato di Massa, SugarCo, Milan, 1975.
- Le mie ragioni (conversazioni con 70 donne), Feltrinelli, Milan, 1975.
- avec  Eugenia Roccella, Centro informazioni sterilizzazione aborto et Movimento di liberazione della donna, Aborto : facciamolo da noi, R. Napoleone, Rome, 1975
- Fuga dal tempo 1957 (Raccolta di poesie e disegni originali di A. Faccio), Amanda Editrice, Rome, 1980.
- Una strega da bruciare, Lanfranchi Editore, Milan, 1981.